# André Pretorius
André Fredrik Pretorius, conhecido como André Pretorius ou simplesmente Pretorius (Pretória, 2 de agosto de 1961 - Frankfurt am Main, 13 de outubro de 1988), foi um músico sul-africano.
Ficou conhecido como fundador e primeiro guitarrista da banda brasiliense Aborto Elétrico. É coautor das músicas "Música Urbana", "Benzina" e "Baaader-meinhof Blues Nº 1".

## Carreira
André foi morar em Brasília em 1977, vindo com seu pai que era o embaixador da África do Sul no Brasil na época.
Junto com Renato Russo e Fê Lemos fundou o Aborto Elétrico, no final de 1978. Foi de André a ideia do nome da banda. Juntos, começaram a ensaiar na Colina, área onde os professores da UnB residiam.
Em 1979, Pretorius teve que voltar à África do Sul para servir o exército do país e a banda ficou sem guitarrista. No fim do ano, André veio passar o Natal em Brasília e os amigos se juntaram para tocar novamente.
Ele participou apenas de um único show, em 11 de janeiro de 1980, em um bar chamado "Só Kana", no Centro Comercial Gilberto Salomão, em Brasília. Históricas contam que Pretorius quebrou a palheta, cortou os dedos e tocou mesmo sangrando neste show. Haveria um show no dia seguinte, mas Fê Lemos acordou cheio de manchas vermelhas no corpo, marcas do sarampo que havia contraído, e o show foi cancelado. Pouco tempo após esse show, ele teve que voltar a África do Sul e só retornou a Brasília em 1982.
"Quando voltou ao Brasil, ele era uma pessoa diferente, atormentada", analisa namorada de Pretorius na época e sua futura mulher, Virginie Hines. Quando volta para o Brasil, ele decide assumir diante da sua namorada que é bissexual.
Após seu divórcio, começa a fazer uso pesado de heroína.

## Morte
Morreu em 1988, com 27 anos, por overdose de heroína, na Alemanha.

## Legado
André foi interpretado por Sérgio Dalcin no filme "Somos Tão Jovens", de 2013, de Antonio Carlos da Fontoura.
Em 2016, foi divulgada uma fita rara com André e Renato Russo.